# Verrey-sous-Salmaise
Verrey-sous-Salmaise ist eine französische Gemeinde mit 302 Einwohnern (Stand 1. Januar 2022) im Département Côte-d’Or in der Region Bourgogne-Franche-Comté (vor 2016: Burgund). Sie gehört zum Arrondissement Montbard und zum Kanton Montbard.

## Geographie
Verrey-sous-Salmaise liegt circa 32 Kilometer südöstlich von Montbard und circa 30 Kilometer nordwestlich von Dijon in der Région naturelle Auxois.
Umgeben wird Verrey-sous-Salmaise von den fünf Nachbargemeinden:
|                 | Salmaise                                    |                      |
| Villy-en-Auxois | Kompassrose, die auf Nachbargemeinden zeigt | Villotte-Saint-Seine |
| Beurizot        | Charencey                                   | Turcey               |

Verrey-sous-Salmaise liegt im Einzugsgebiet des Flusses Seine. Die Oze, ein Nebenfluss der Brenne, durchquert das Gebiet der Gemeinde zusammen mit ihrem Nebenfluss, der Drenne.

## Einwohnerentwicklung
Nach Beginn der Aufzeichnungen stieg die Einwohnerzahl bis zur Mitte des 19. Jahrhunderts auf einen Höchststand von rund 740. In der Folgezeit sank die Größe der Gemeinde, bevor sie sich seit den 1970er Jahren auf einem Niveau von rund 300 Einwohnern stabilisierte.
| Jahr                       | 1962 | 1968 | 1975 | 1982 | 1990 | 1999 | 2011 | 2019 |
| Einwohner                  | 376  | 346  | 271  | 298  | 301  | 310  | 318  | 281  |
| Quellen: Cassini und INSEE |      |      |      |      |      |      |      |      |

## Sehenswürdigkeiten

### Festes Haus
Im Jahre 1372 hielt der Edelmann Jean de Ruffey ein Lehen des Herzogs von Burgund, in Verrey-sous-Salmaise ein Haus, eine Motte, eine Streuobstwiese mit Nebengebäuden und einen Bauernhof zwischen dem Staubecken der Wassermühle und dem Fluss Verrey. Dies inkludierte die Hälfte der Mühle, die Gerichtsbarkeit über diese Erbschaften und die Hälfte der Gerichtsbarkeit über die Gemeinde, die er sich mit dem Herzog teilte. Die Familie Thésut erschien in Verrey im Jahre 1550 anlässlich einer Heirat von Bénigne Julien mit Jacques de Thésut, die das ganze Gebiet am Ende des 16. Jahrhunderts in ihre Hände gehen ließ. Ein Herrenhaus wurde errichtet, aber von Guillaume de Thésut im Jahre 1769 wieder abgerissen und durch einen neuen Bau mit Schlosskapelle ersetzt. Er richtete dort eine Bibliothek mit einer archäologischen Sammlung ein. Während der Französischen Revolution wurde das Anwesen beschlagnahmt. In der Folge wechselte es mehrfach den Besitzer, die die Gärten beseitigten.
Die Fassaden und Dächer der beiden Eingangstore, Fassade und Dach des Gebäudes, das auf den Eingangshof geht, die Tür des Wohngebäudes im Innenhof und die Brunnen sind seit dem 12. Februar 1971 als Monument historique eingeschrieben.

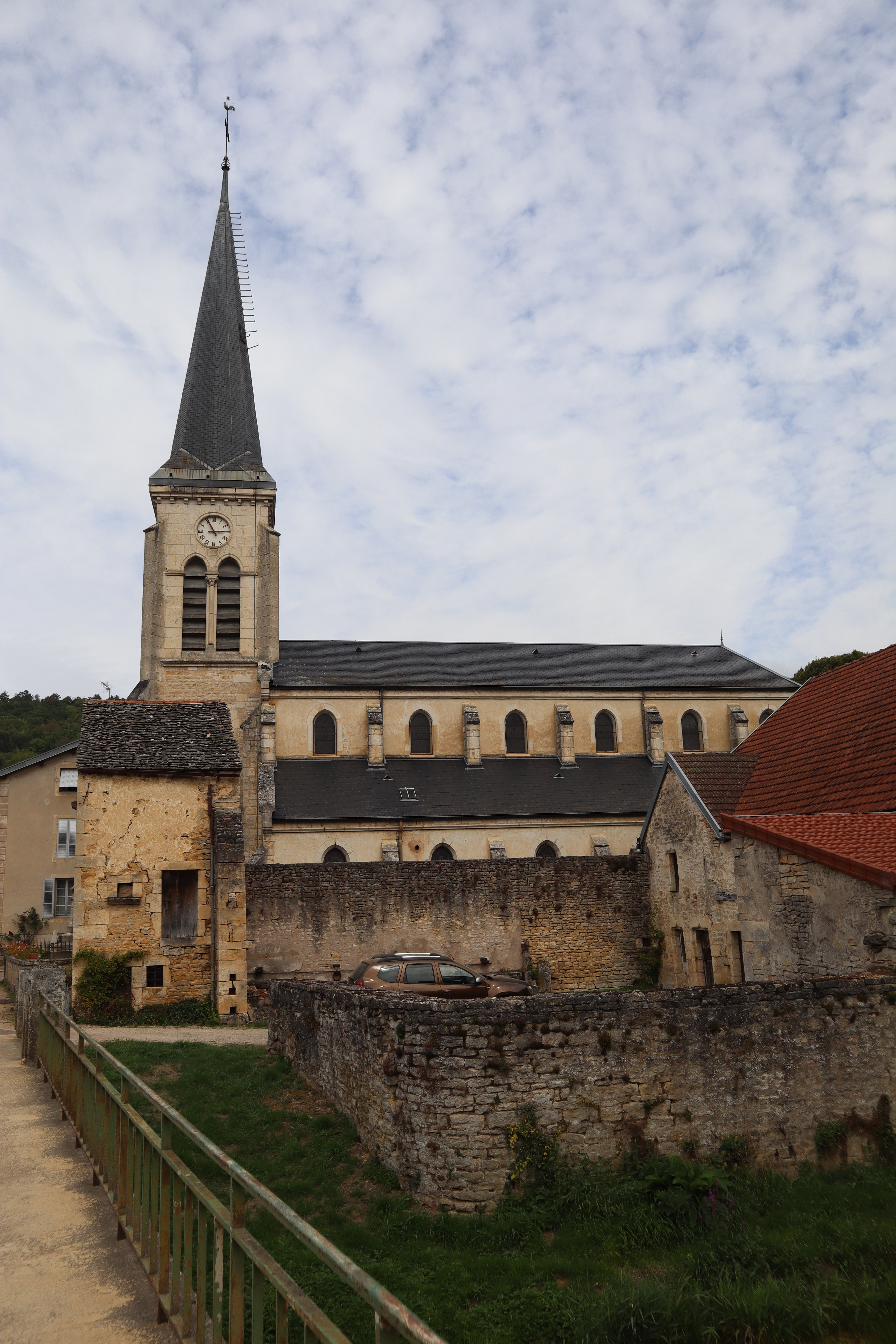
Kirche St. Andreas
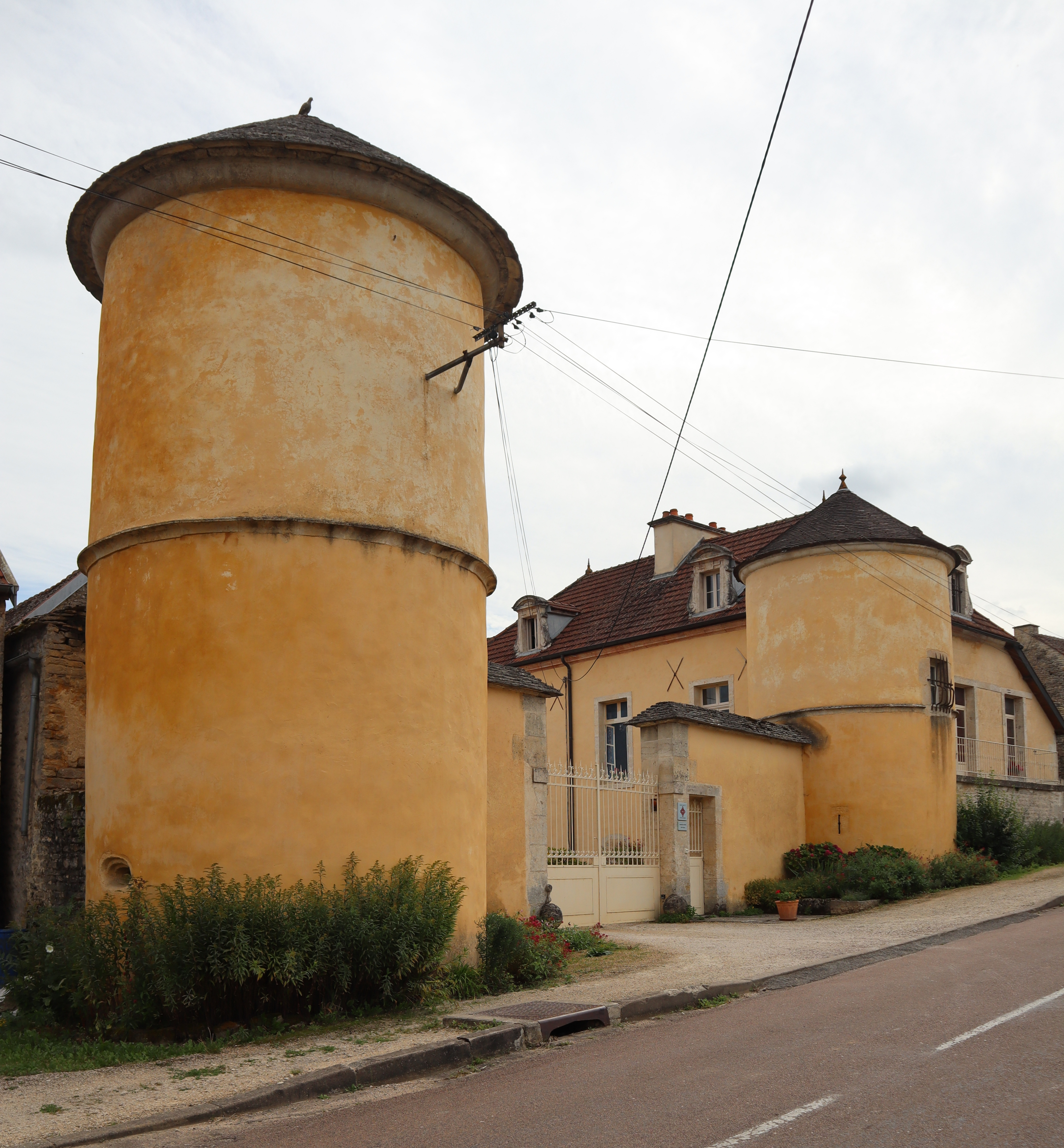
Festes Haus
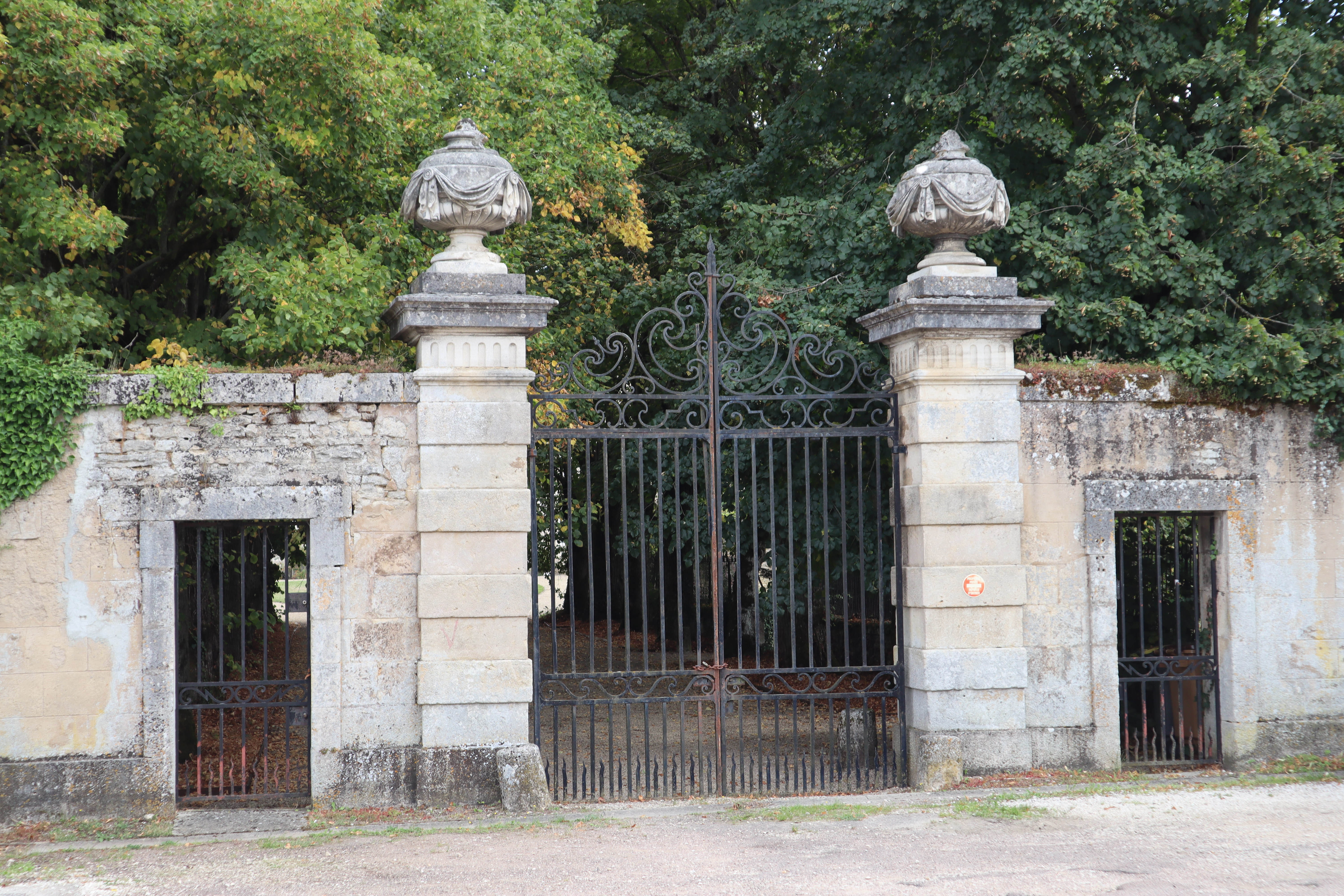
Schlossportal
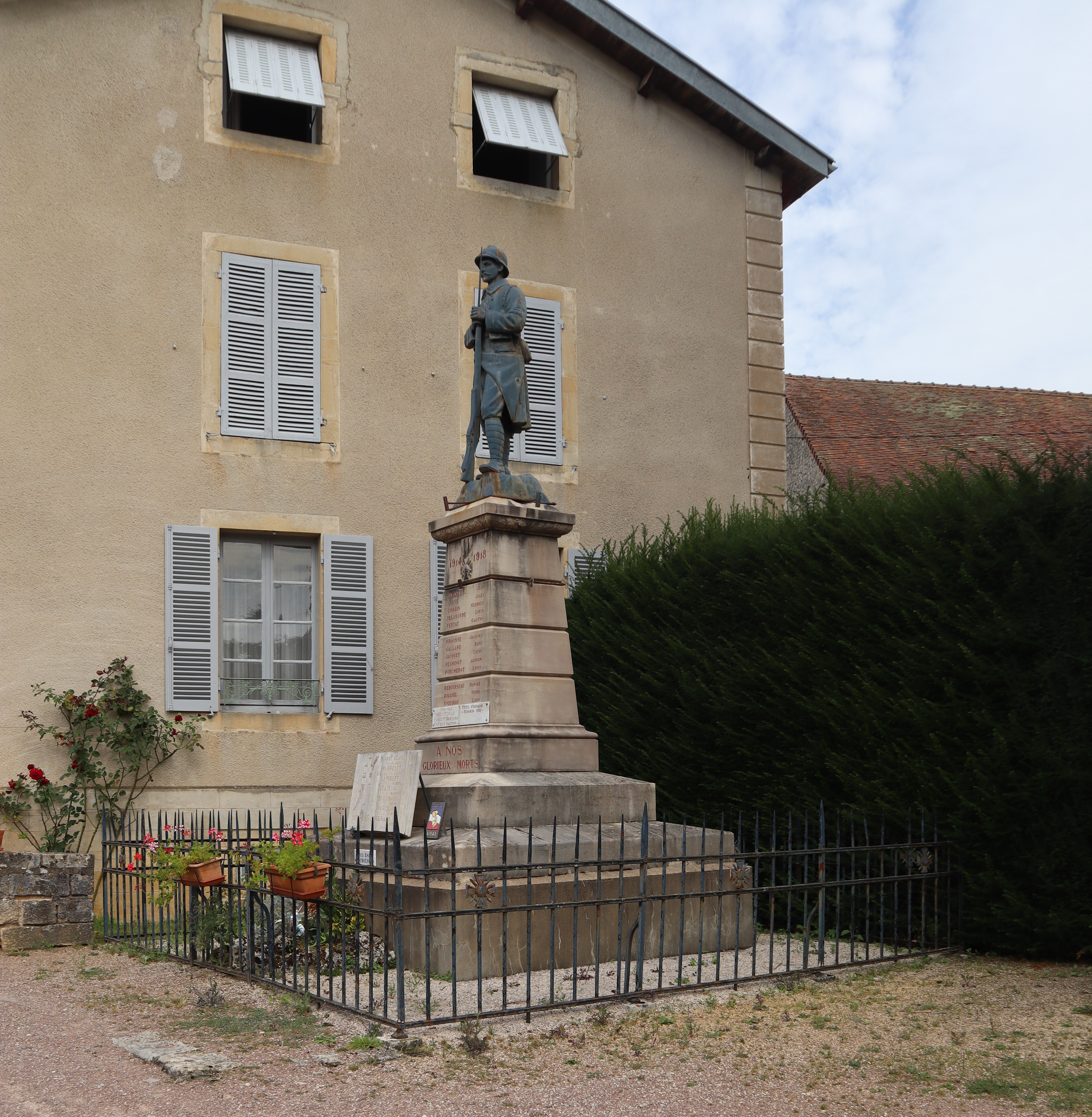
Gefallenendenkmal

## Wirtschaft und Infrastruktur

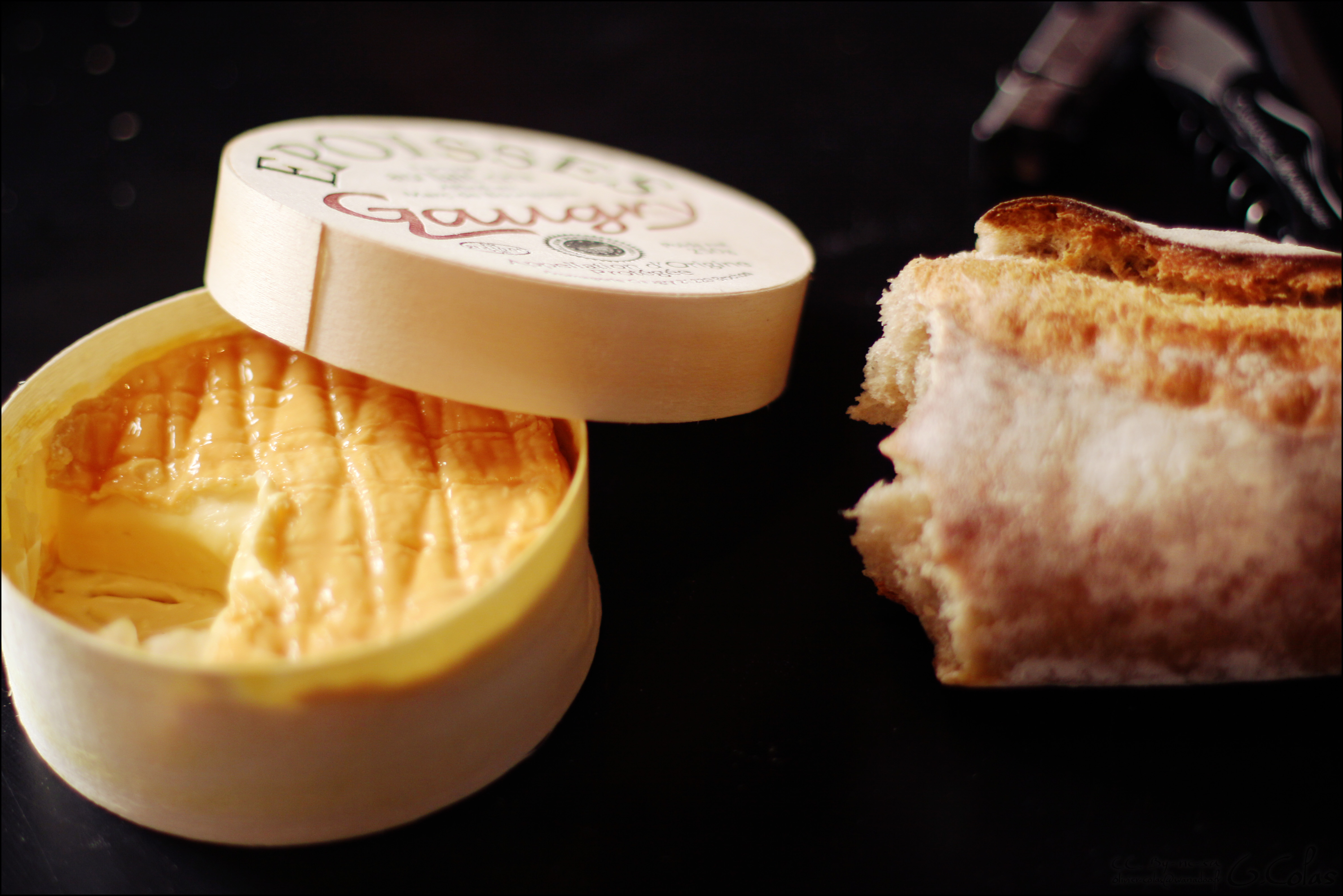
Époisses-Käse in seiner Holzschachtel

Verrey-sous-Salmaise liegt in der Zone AOC des Époisses, eines Weichkäses aus Kuhmilch.

### Bildung
Die Gemeinde verfügt über die öffentliche Vor- und Grundschule Oze et Seine mit 57 Schülerinnen und Schülern im Schuljahr 2019/2020.

### Verkehr

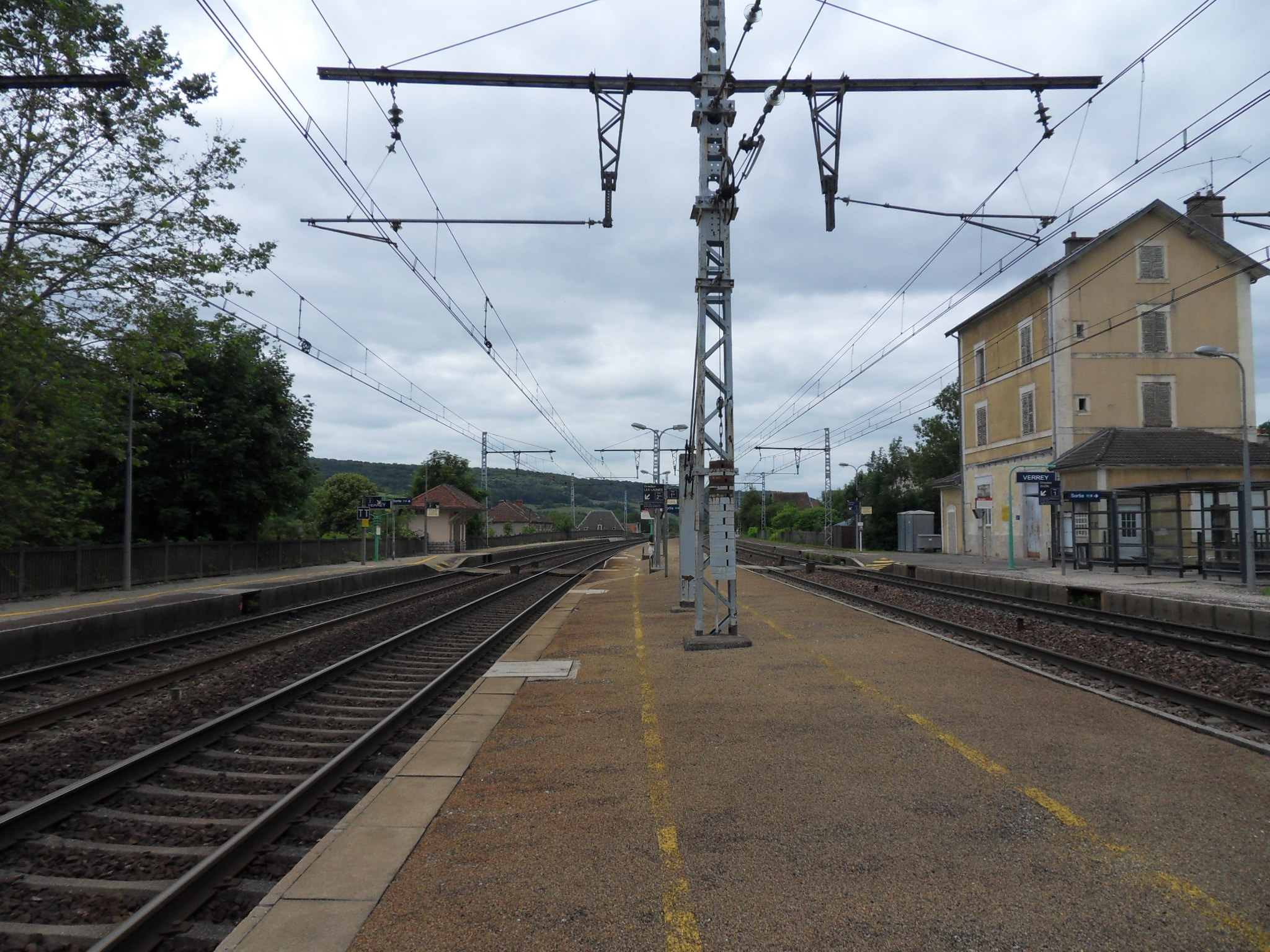
Bahnhof von Verrey-sous-Salmaise

Verrey-sous-Salmaise ist erreichbar über die Routes départementales 10, 26 und 114.
Linien des TER Bourgogne-Franche-Comté, einer Regionalbahn der staatlichen SNCF, bedienen die Strecken von Verrey-sous-Salmaise von Dijon nach Auxerre und von Is-sur-Tille nach Venarey-les-Laumes über Dijon. Verrey-sous-Salmaise besitzt einen Haltepunkt auf diesen Linien.

## Sport
Im Jahr 2024 führte die Tour de France auf der 8. Etappe durch Verrey-sous-Salmaise. Auf der D26 wurde mit der Côte de Verrey-sous-Salmaise (518 m) eine Bergwertung der 3. Kategorie abgenommen. Diese wies auf einer Länge von 2,9 Kilometern eine durchschnittliche Steigung von 6 % auf. Der Norweger Jonas Abrahamsen gewann die Bergwertung.